# Diede Diederiks
Diede Diederiks née le 19 mars 1991 aux Pays-Bas est une triathlète néerlandaise, victorieuse sur distance Ironman 70.3 et spécialiste de triathlon cross.

## Palmarès en triathlon
Le tableau présente les résultats les plus significatifs (podium) obtenus sur le circuit international de triathlon, duathlon et triathlon cross depuis 2021,,.
| Année | Compétition                                         | Pays      | Position      | Temps           |
| ----- | --------------------------------------------------- | --------- | ------------- | --------------- |
| 2023  | Ironman 70.3 Gdynia                                 | Pologne   | Médaille d'or | 3 h 37 min 22 s |
| 2023  | Championnats d'Europe de triathlon moyenne distance | Belgique  | Médaille d'or | 4 h 11 min 5 s  |
| 2022  | Championnats d'Europe de duathlon moyenne distance  | Allemagne | Médaille d'or | 2 h 45 min 1 s  |
| 2022  | Ironman 70.3 Poznań                                 | Pologne   | Médaille d'or | 4 h 10 min 7 s  |
| 2022  | Challenge Geraardsbergen                            | Belgique  | Médaille d'or | 4 h 27 min 53 s |
| 2021  | Ironman 70.3 Warsaw                                 | Pologne   | Médaille d'or | 4 h 14 min 59 s |

| Année                                   | Nombres                                 | Étapes             | Position          | Temps           |
| --------------------------------------- | --------------------------------------- | ------------------ | ----------------- | --------------- |
| 2023                                    | Championnats du monde de duathlon cross | Espagne            | Médaille d'or     | 1 h 45 min 41 s |
| Championnats du monde Xterra            | Italie                                  | Médaille de bronze | 3 h 10 min 50 s   |                 |
| 2021                                    | Championnat d'Europe de duathlon cross  | Italie             | Médaille d'argent | 2 h 37 min 59 s |
| Championnat d'Europe de triathlon cross | Italie                                  | Médaille de bronze | 2 h 54 min 2 s    |                 |

## Palmarès en VTT
- 2023
  - 3e du championnat des Pays-Bas du marathon